# Renat Dadashov
Renat Dadashov (Dadaşov) (ur. 17 maja 1999 w Rüdesheim am Rhein) – niemiecko-azerbejdżański piłkarz występujący na pozycji napastnika w polskim klubie Motor Lublin oraz w reprezentacji Azerbejdżanu.

## Kariera klubowa
Wychowanek Eintrachtu Frankfurt i RB Leipzig, w trakcie swojej kariery grał także w takich zespołach, jak GD Estoril Praia, Wolverhampton Wanderers, FC Paços de Ferreira, Grasshopper Club Zürich, CD Tondela, Hatayspor, MKE Ankaragücü oraz Radomiak Radom.

## Kariera reprezentacyjna
Młodzieżowy reprezentant Niemiec i Azerbejdżanu. Od 2017 roku zawodnik seniorskiej kadry Azerbejdżanu.

## Życie prywatne
Jego rodzice są Azerami, którzy wyemigrowali z Baku do Niemiec. Jego ojciec Oleg był reprezentantem kraju w piłce wodnej, a matka była profesjonalną piłkarką ręczną. Jego brat Rüfət Dadaşov również jest piłkarzem i reprezentantem Azerbejdżanu.